# Оптат Милевитски
Оптат Милевитски (око 320 - око 390) - епископ милевитски, у Нумидији (данас територија вилајета Мила, Алжир); православни и католички светитељ.
О његовом животу се мало зна, али Јероним, Августин и Фулгентије сведоче о његовом значају за цркву тог времена. Верује се да је као одрасла особа примио хришћанство, а пре тога је био пагански реторичар (говорник). Био је противник донатиста.
Од њега је сачувана расправа о расколу донатиста „Де Шисмате донатисторум“, објављена у Мајнцу (1549), затим у Паризу (Трактат против донатиста; 1700) и у Венецији (1769; ово издање је поново штампано у „Патрологији“ Жак-Пол Мињеа) - важно за древну црквену географију Африке, као и за документе прикупљене у њој у вези са донатистима. Његово дело се сматра првом збирком оптужби против донатиста у историји.